# 天使的孩子
《天使的孩子》（英語：Angela's Ashes）是改編自法蘭克·麥考特同名回憶錄的1999年劇情片。這是一部由美國、英國和愛爾蘭之間的國際聯合製作，由亞倫·帕克聯合編劇和導演。由艾蜜莉·華森、羅勃·卡萊爾、喬·布林（Joe Breen）、西亞蘭·歐文斯（Ciaran Owens）和麥可·萊格主演，後三人分別扮演幼年、少年和青年的法蘭克·麥考特。

## 劇情
法蘭克·麥考特和他的家人住在美國，他的父母慶祝他們的第一個女兒瑪格麗特（Margaret）的出生。瑪格麗特出生後不久就去世了，法蘭克的母親安琪拉陷入憂鬱。法蘭克的酒鬼父親馬拉奇（Malachy）離開了幾天，孩子們沒有食物。法蘭克和他的弟弟小馬拉奇（Malachy Jr.）向鄰居尋求幫助，他們為法蘭克，小馬拉奇和他們的雙胞胎弟弟尤金（Eugene）和奧利弗（Oliver）提供食物。麥考特一家的鄰居寫信給安琪拉在愛爾蘭的親戚，要求他們花錢買麥考特一家離開美國的船票。
回到愛爾蘭後，馬拉奇試圖為他在軍隊中的時間籌集資金，但可惜並沒有他的服役記錄，因此被拒絕了。他們到達後不久，奧利弗去世了，幾週後尤金也去世了。馬拉奇無法保住工作，並把家裡的錢浪費在酒精上。愛面子的他，不想乞討或從街道上收集急需的煤炭及煤渣。
麥考特一家住在一條街盡頭的小房子裡，整條街共用一個位於麥考特家前門外的廁所。安琪拉被迫去慈善組織乞討家具，而馬拉奇則報名領取救濟金。法蘭克和小馬拉奇有一天回到家，發現房子的樓下已經被嚴重淹水了。他們在樓上找到了他們的父母，安琪拉在那裡生下了他們的新弟弟麥可（Michael）。
馬拉奇斥責安琪拉為她的孩子乞討衣服和靴子，並試圖證明他作為丈夫和父親的價值。孩子們在學校裡因為破鞋而受到折磨，法蘭克決定脫掉鞋子藏起來。法蘭克的老師斥責全班取笑法蘭克，並表示他們不應該以彼此的不幸為樂。馬拉奇每天都在找工作，但由於他的“風趣”和北愛爾蘭口音，因此沒有成功。復活節前一天，馬拉奇在利默里克的水泥廠找到了他的第一份工作。他賺的錢都花在酒吧裡，而不是給家人買食物。當晚，他回到家，唱著關於愛爾蘭的老歌。他讓男孩們起床，並讓他們承諾為愛爾蘭發誓去死。他睡過頭了，第二天就丟了工作。
學校裡的男孩們被教導如何吃聖餐（無酵餅）。男孩們在學校上課時被帶到教堂，每個人都被告知要進行第一次懺悔。法蘭克在他第一次領聖餐的那天睡覺，他的外婆反應非常嚴厲，她試圖糾正這種情況，並批評法蘭克和馬拉奇。第一次領聖餐時，他們穿著新的領聖衣在鎮上閒逛，鄰居們給了他們糖果和錢。
法蘭克的外婆帶著家人回她家吃聖餐早點，但法蘭克把聖餐吃到吐了。他的外婆把法蘭克帶回教堂認罪。法蘭克錯過了獲得收藏的機會，但仍想慶祝。在朋友米奇（Mikey）的幫助下，他設法潛入電影院。法蘭克的父母為他報名參加愛爾蘭舞蹈，他可以預見地討厭這種舞蹈。他拿了母親給他上舞蹈課的錢，而是去了電影院，但父母不知情。作為掩護，他在家里為他的父母編舞。
安琪拉生了另一個孩子艾爾菲（Alphie），法蘭克的爺爺奶奶寄錢給馬拉奇浪費在酒吧裡。安琪拉派法蘭克去酒吧大聲宣言馬拉奇偷了孩子的錢，企圖羞辱他回家。當他來接他的父親時，法蘭克決定不嘗試將馬拉奇帶回家，因為他會偷錢給他的孩子，這已無濟於事。
法蘭克感染了傷寒並瀕臨死亡，但在兩個月內康復。他很享受在醫院的時光，因為他可以不間斷地閱讀莎士比亞。然而，他沮喪地發現他的父親和艾菲爾一起在家，這意味著馬拉奇失去了另一份工作。由於住院時間過長，法蘭克被迫重讀一年。他被指示寫一篇關於耶穌出生在利默里克而不是伯利恆的作文，他的技能給學校留下了深刻的印象，足以讓他回到他的年級。
隨著第二次世界大戰的爆發，馬拉奇離開家人去英國的一家工廠工作以支持戰爭努力。安琪拉告訴男孩們，只需要等幾個星期，馬拉奇就會給他們發電報匯票，但她很快就被迫向教堂乞討剩菜。法蘭克十幾歲時被迫找一份工作，因為馬拉奇沒有寄錢回來，而且家裡也沒有食物。法蘭克為他的家人運煤和賺錢，但當他因煤塵患上結膜炎而被迫辭職。
聖誕節前兩天，馬拉奇未能從英國回來後，安琪拉被迫再次乞求食品券。第二天，他回家了，但沒有給家裡帶來任何錢。安琪拉、法蘭克和小馬拉奇都指責他喝光了他們的錢。聖誕節那天，他再次離開家人前往倫敦。一週後，他們收到了匯票電報，但之後沒有發送任何電報，從此杳無因信。
由於全家因欠房租而被驅逐，法蘭克的外婆死於肺炎。他們與拉曼·格里芬（Laman Griffin）同住，拉曼·格里芬不向他們收取房租，而是讓安琪拉為他做飯和打掃衛生。法蘭克在學校表現不錯，但他想退學去找一份每周有薪水的工作，這樣他就可以每個週末去看電影。法蘭克發現安琪拉也和拉曼睡在一起，這是他們安排的一部分。在與拉曼發生肢體衝突後，法蘭克憤而離去和他的帕姨父（uncle Pa）和阿吉姨媽住在一起。
阿吉姨媽為法蘭克在郵局的新工作買衣服送電報。他開始與他在旅途中遇到的女孩特蕾莎（Theresa）建立關係，但她很快死於結核病。法蘭克為她的死自責，認為上帝懲罰了她的婚前性行為。後來他給催債人費努卡尼夫人（Mrs. Finucane）發了一封電報，後者僱他給拖欠的借款人寫一封未還款信。法蘭克的姨父在酒吧給他買了第一品脫啤酒，他喝醉了回家。安琪拉目睹了他的歸來並斥責他像他的父親。惱羞成怒的他，猛烈抨擊她和格里芬睡覺並扇了她一巴掌。法蘭克在教堂認罪，神父向他保證特蕾莎在天堂，她的死不是懲罰。法蘭克發現了費努卡尼夫人死在她的家中，偷走了她所有的錢和她的債務帳本。他銷毀了賬本，並用她的錢從科克出發，用她的錢買了一張去美國的船票。在他離開的前一天晚上，他的家人目睹了月食，他的姨父告訴他這是好運的跡象。影片的最後以法蘭克到達美國並看到自由女神像，全劇終。

## 演員
- 艾蜜莉·華森 飾 安琪拉·麥考特（Angela McCourt）
- 羅勃·卡萊爾 飾 馬拉奇·麥考特（Malachy McCourt）
- 迪隆・莫瑞（英语：Devon Murray） 飾 小馬拉奇·麥考特（Malachy McCourt. Jr）
- 喬·布林（Joe Breen） 飾 幼年的法蘭克
- 西亞蘭·歐文斯（Ciaran Owens） 飾 少年的法蘭克
- 麥可·萊格（英语：Michael Legge (actor)） 飾 青年的法蘭克
- 凱瑞·康頓 飾 特蕾莎·卡莫迪（Theresa Carmody）
- 羅妮·麥斯特森 飾 希恩外婆（Grandma Sheehan）
- 寶琳·麥克林（英语：Pauline McLynn） 飾 阿吉姨媽（Aunt Aggie）
- 利安·卡尼（Liam Carney） 飾 帕姨父（Uncle Pa）
- 伊安納·麥肯連恩（Eanna MacLiam） 飾 帕特舅舅（Uncle Pat）
- 蘇珊·菲茨杰拉德（英语：Susan Fitzgerald） 飾 麗塔修女（Sister Rita）
- 艾蒙·歐文斯（英语：Eamonn Owens） 飾 加西莫多（Quasimodo）
- 艾琳·科爾根（英语：Eileen Colgan） 飾 菲洛梅娜（Philomena）
- 馬丁·班遜（英语：Martin Benson (actor)） 飾 天主教信徒
- 安德魯·班尼特（Andrew Bennett） 飾 旁白（配音）
- 亞倫·帕克 （友情客串） 飾 坎貝爾校長（Dr Campbell）
- 傑勒德·麥克索利（英语：Gerard McSorley） 飾 格雷戈里神父（Father Gregory）
- 布蘭登·奧卡羅爾（英语：Brendan O'Carroll） 飾 酒吧裡的男子

## 製作
本片的主體拍攝於1998年9月21日開始，拍攝地為爱尔兰。雖然背景是在利默里克，但許多街景都是在科克拍攝的。例如，“床墊中的跳蚤”場景是在法倫街（Farren Street）拍攝的，黑池和其他場景是在羅氏住宅區（Roche's Buildings）、下約翰街（Lower John Street）和巴拉克街（Barrack Street）拍攝的。

## 評價
估計預算為2,500萬美元，這部電影在美國的票房收入為13,042,112美元，使其成為票房炸彈。
根據86位評論家的評論，這部電影在爛番茄上的支持率為51%。該網站的共識指出：“儘管它試圖準確記錄法蘭克·麥考特的回憶錄，但屏幕改編未能捕捉到他生活中的任何戲劇或幽默”。根據32位評論家的評論，這部電影在Metacritic上獲得54分（滿分100分），表示“混合或平均評論”。
麥可·萊格因其對青少年法蘭克的刻畫而受到稱讚。特別是，據說他作為一個無辜的少年在愛爾蘭天主教環境中成長為典型的成人儀式，涉及性行為，成熟和同伴壓力，因此在他的角色中表現出色。

## 原著小說不同之處
- 在小說裡，開篇描述了安琪拉的成長經歷。它講述了安琪拉的弟弟帕特是如何被安琪拉的父親拋到空中而摔倒在地，而安琪拉懷孕的母親讓他離開的，所以他“跑出了門，直到他到達澳大利亞時才停下來”。影片省略了這一點。
- 在電影中，當安琪拉建議給法蘭克的新弟弟取名阿方索（Alphonsus）時，法蘭克驚呼這是一個愚蠢的名字，阿吉姨媽拍了拍法蘭克的後腦勺。在書中，安琪拉狠狠地扇了法蘭克一耳光，驚嚇的他向後倒退。
- 在電影中，法蘭克說愛爾蘭舞者的屁股上有金屬棒，但在書中，法蘭克的父親這麼說。
- 影片的結尾顯示法蘭克在抵達紐約市時駛過自由女神像。在書中，他抵達在波啟浦夕。

## 外部連結
- 互联网电影数据库（IMDb）上《Angela's Ashes》的资料（英文）
- AllMovie上《Angela's Ashes》的资料（英文）
- Box Office Mojo上《Angela's Ashes》的資料（英文）